# 观光木属
观光木属（学名：Tsoongiodendron）是木兰科下的一个属，为大乔木植物，除为庭园观赏树外，木材很有用。该属仅有观光木（Tsoongiodendron odorum）一种，分布于中国广西、广东等地。
1919年，钟观光在广西十万大山边境那良地区采得一种树大花香的木兰科乔木，1963年陈焕镛鉴定为新属观光木属，并将之定名为观光木（Tsoongiodendron odorum），以纪念钟观光的开创性工作。
现接受名为北美木兰属（Magnolia Plum. ex L., 1753）。